# Microtus californicus
Espèce
Statut de conservation UICN

 LC  : Préoccupation mineure
Microtus californicus est une espèce de rongeurs de la famille des Cricétidés.

## Répartition et habitat
Il vit aux États-Unis (Oregon et Californie) et au Mexique. On le trouve dans les prairies de basse altitude.

## Interactions écologiques

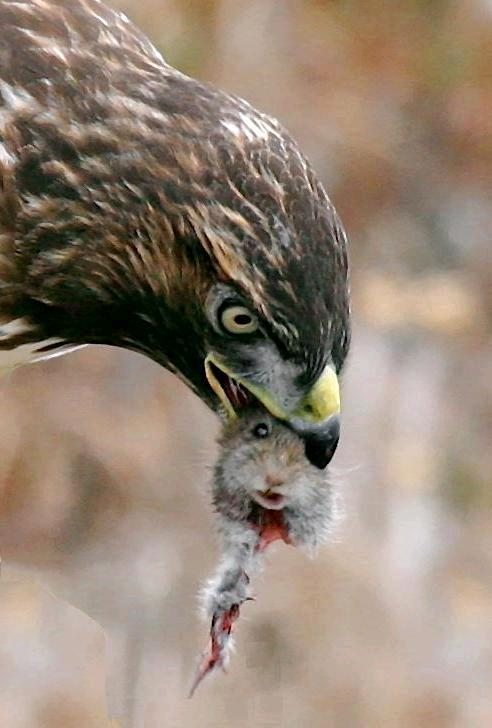
Microtus californicus proie d'une Buse à queue rousse (Buteo jamaicensis))

Outre les prédateurs mammifères, les cricétidés, dont microtus californicus sont chassés et mangés par de nombreux rapaces diurnes ou nocturnes. La régulation par les prédateurs joue un rôle sanitaire important dans les écosystèmes.
Les cricétidés peuvent véhiculer diverses maladies (dont zoonoses et parasites).
Ils peuvent aussi endommager les cultures, notamment en endommageant les racines, et certaines réserves alimentaires là où ils pullulent.

## Classification
Cette espèce a été décrite pour la première fois en 1848 par le zoologiste américain Titian Ramsay Peale (1799-1885).

### Liste des sous-espèces
Selon Catalogue of Life (19 octobre 2014) :
- sous-espèce Microtus californicus californicus (Peale, 1848)
- sous-espèce Microtus californicus scirpensis V. Bailey, 1900

Selon NCBI (19 octobre 2014) :
- sous-espèce Microtus californicus mariposae
- sous-espèce Microtus californicus scirpensis